# St. Rochus und Sebastian (Insul)

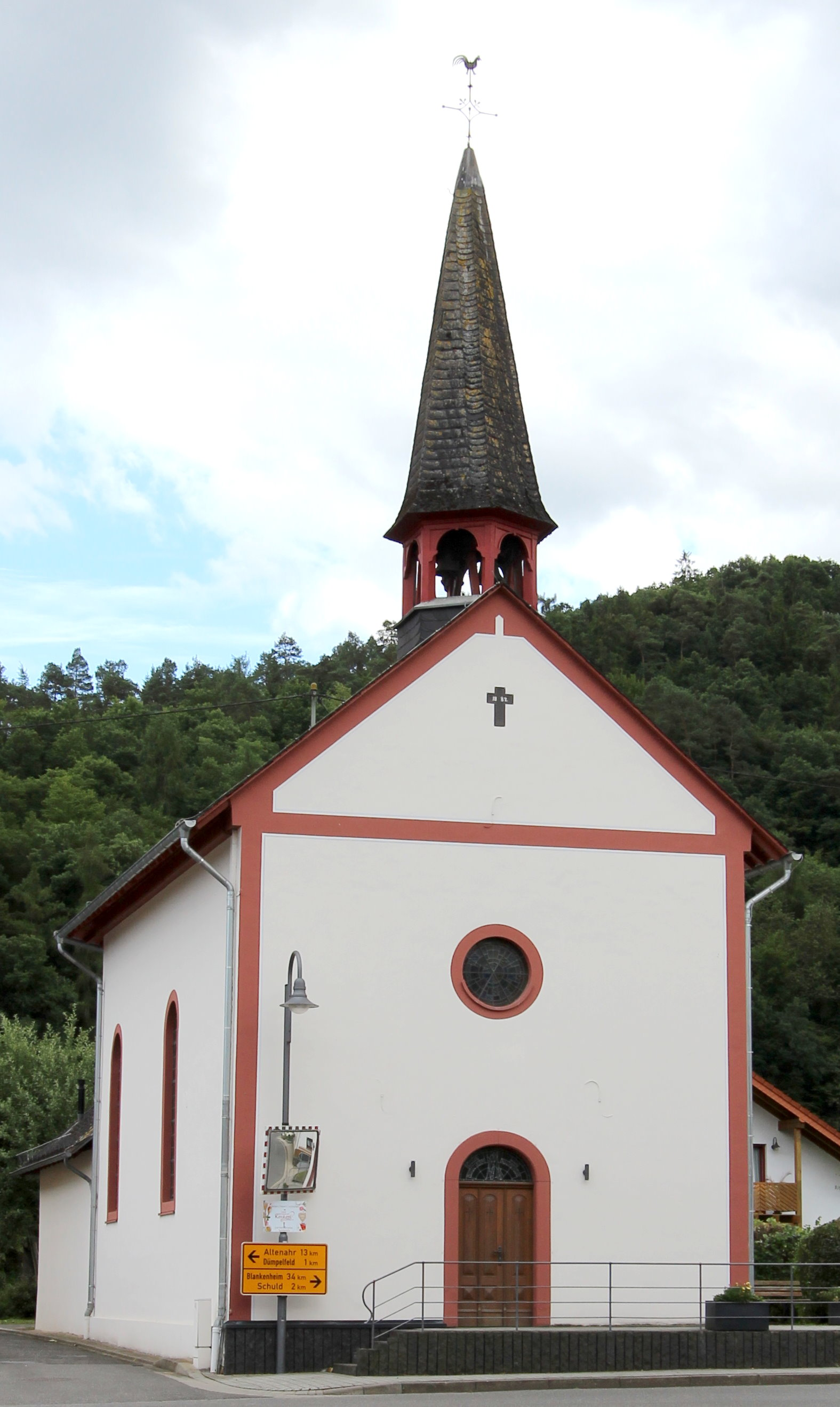
St. Rochus und Sebastian in Insul

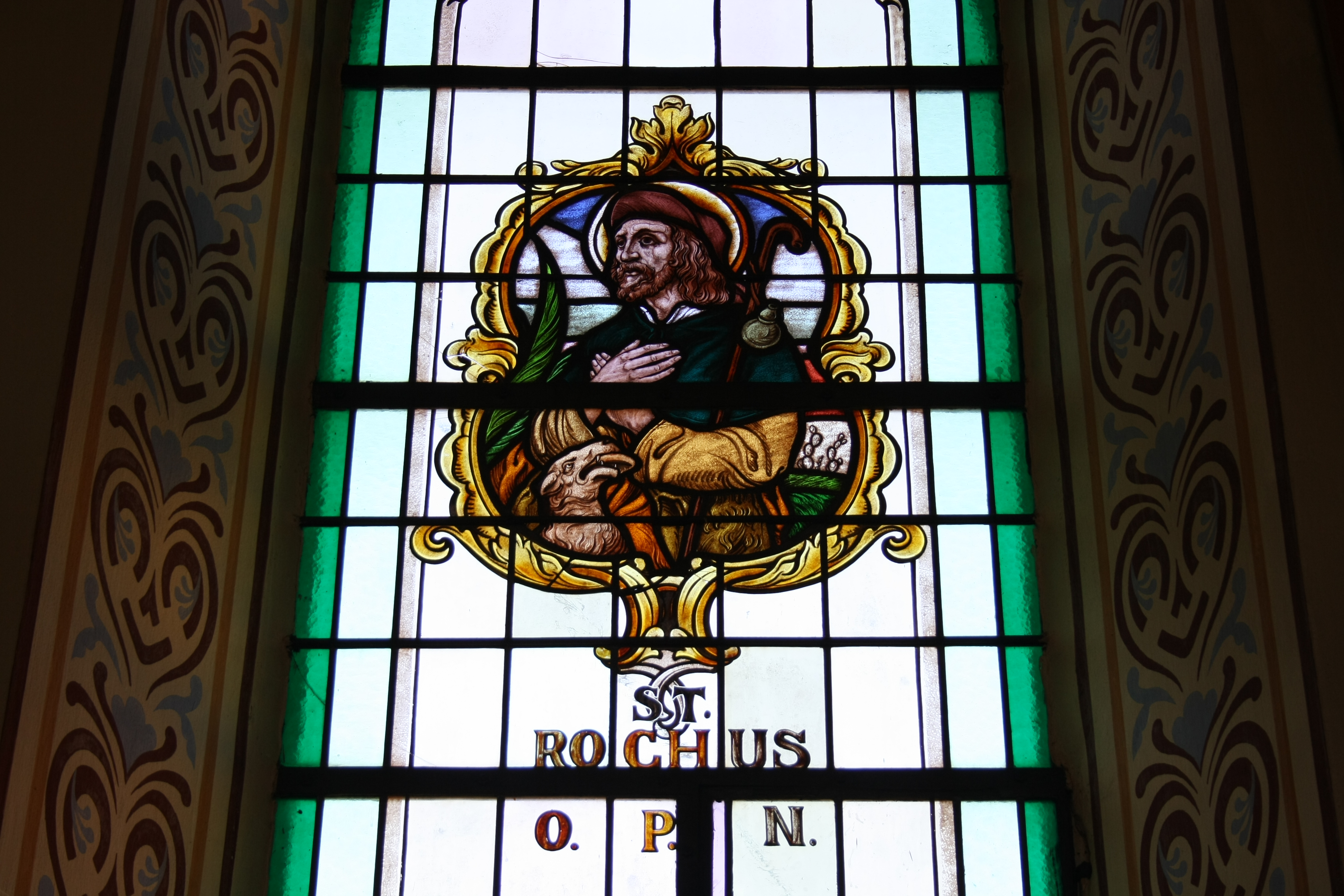
Fenster mit der Darstellung des heiligen Rochus

Die katholische Filialkirche St. Rochus und Sebastian in Insul, einer Ortsgemeinde im Landkreis Ahrweiler in Rheinland-Pfalz, wurde 1882 errichtet. Die an der Hauptstraße 22 liegende Kirche ist ein geschütztes Kulturdenkmal.  

## Beschreibung
Die dem heiligen Rochus und dem heiligen Sebastian geweihte Kirche ist ein verputzter Bruchsteinbau mit zwei Achsen. Auf dem Satteldach sitzt ein rechteckiger Dachreiter mit Haube. In den Rundbogenfenstern ist noch die ursprünglichen Bleiverglasung erhalten.

## Ausstattung
1971 erhielt die Kirche einen neuen Altar und ein neues Sakramentshaus aus Tuffstein, die von dem Bildhauer Georg Gehring aus Adenau geschaffen wurden. Der Kreuzweg wurde ebenfalls von dem Künstler gestaltet. 

## Fenster
Die Bleiglasfenster, von der Glasmalerei H. Maier in Bad Neuenahr geschaffen, stellen die hl. Elisabeth, die Madonna mit Kind, den hl. Josef und den hl. Rochus dar. Über dem Portal befindet sich ein halbrundes Fenster, das ebenfalls den hl. Rochus, jetzt mit Wanderstab und Hund, zeigt. Es wurde 1991 von der Glasmalerei Oidtmann nach einem Karton bzw. einer Vorlage von Georg Gehring geschaffen.

## Orgel
Die Herkunft der um 1890 gebauten Orgel mit 6 Registern ist nicht eindeutig geklärt. Zwei auf die Manuallade zum Abdichten aufgeklebte Postkarten, eine in Dattenfeld und eine in Adenau gestempelt, sind an „Joh. Müller. Orgelbauer. Bonn. Rosenstraße“ adressiert. Möglicherweise handelt es sich dabei um den bereits seit den 1880er Jahren bei Klais angestellten Zinnarbeiter, der Reparaturen an der Orgel ausführte. Seinen Ursprung hat das Werk vermutlich nicht bei Klais.